# Хип, Дэнни
Дэниел Уильям Хип (англ. Daniel William Heep; 3 июля 1957, Сан-Антонио, Техас) — американский бейсболист и тренер. Играл на первой базе и аутфилдером, выступал в Главной лиге бейсбола с 1979 по 1991 год. Победитель Мировых серий 1986 и 1988 годов. После окончания карьеры возглавлял бейсбольную команду университета Воплощённого слова, несколько раз признавался лучшим тренером конференции.

## Биография

### Ранние годы и начало карьеры
Дэниел Хип родился 3 июля 1957 года в Сан-Антонио в Техасе. Его отец Джейкоб работал на военно-воздушной базе Келли и играл в бейсбол на полупрофессиональном уровне, дядя Мэтт Бэттс в течение десяти лет играл в различных командах Главной лиги бейсбола. Хип тоже начал играть довольно рано. После окончания школы он поступил в университет святой Марии в Сан-Антонио, бейсбольная команда которого выступала в турнире NAIA. Хип играл в её составе питчером и аутфилдером. Трижды его включали в сборную звёзд конференции Биг Стейт, в 1978 году он был признан её лучшим игроком. Карьеру в университете он завершил с показателем ERA 2,33, по состоянию на 2015 год он оставался вторым в истории команды. На драфте Главной лиги бейсбола 1978 года Хипа под общим 37-м номером выбрал клуб «Хьюстон Астрос».
На профессиональном уровне он сконцентрировался на игре в поле. Некоторое время у Хипа ушло на адаптацию к высоким нагрузкам. В своём первом сезоне он провёл 66 игр в составе «Дейтоны-Бич Астрос» в Лиге штата Флорида, отбивая с результатом 34,0 %. На следующий год его перевели в «Колумбус Астрос» из Южной лиги, где его эффективность на бите составила 32,7 % с 21 выбитым хоум-раном. По итогам чемпионата Хип был признан самым ценным игроком лиги. В конце сезона 1979 года его впервые вызвали в основной состав «Хьюстона», и он дебютировал в Главной лиге бейсбола.

### Профессиональная карьера
Начало чемпионата 1980 года он провёл в команде AAA-лиги Тусон Торос, где был лучшим отбивающим с показателем эффективности 34,3 % и 17 хоум-ранами. В Астрос его вернули в июле, и до конца сезона Хип сделал 87 выходов на биту с результатом 27,6 %. Осенью его включили в заявку команды на игры плей-офф. Схожим образом для него сложился и сезон 1981 года: выступления за «Торос» и вызов в «Хьюстон» в концовке регулярного чемпионата. Закрепиться в составе на постоянной основе ему было непросто, так как позиции крайних аутфилдеров были заняты Хосе Крусом и Терри Пулом. В 1982 году Хип сыграл за клуб в 85 матчах, а после окончания чемпионата его обменяли в «Нью-Йорк Метс».
В новой команде он остался четвёртым аутфилдером и нередко выходил на поле как пинч-хиттер, чем был недоволен. Ситуация изменилась в 1984 году, когда «Метс» возглавил Дэйви Джонсон, включивший Хипа в основной состав. В сезоне 1985 года он был участником игры, в которой Нолан Райан сделал 4000-й страйкаут в карьере. Чемпионат 1986 года стал для него одним из лучших в карьере: Хип отбивал с показателем 28,2 % в 86 сыгранных матчах, часто выступая в роли игрока-универсала. Историк бейсбола Грег Принс в своей книге о «Метс» назвал его «олицетворением глубины состава». Команда вышла в Мировую серию, где играла с «Бостоном». Хип принимал участие в пяти из семи матчей победного финала.
После окончания сезона 1986 года он получил статус свободного агента и не смог подписать контракт ни с одной командой. Позднее выяснилось, что владельцы клубов находились в сговоре, чтобы удержать лучших игроков у себя. Когда ситуация разрешилась, Хип заключил соглашение с «Лос-Анджелес Доджерс». В течение двух лет он был четвёртым аутфилдером команды и выходил на поле пинч-хиттером. В 1988 году он второй раз в карьере стал победителем Мировой серии, сыграв в трёх матчах финала против «Окленда».
В 1989 году Хип в статусе свободного агента подписал контракт с «Бостоном». Здесь он получил постоянное место в составе, в основном из-за большого количества травм среди аутфилдеров команды. Свой первый сезон в «Ред Сокс» он завершил с показателем отбивания 30,0 %, заработав 29 уоков при всего 26 страйкаутах. В 1990 году проблемы со здоровьем возникли и у него самого. Хип перенёс операцию на спине и вернулся на поле только в конце чемпионата, но играл малоэффективно. Весной 1991 года ему дали шанс в «Атланте», но играть на высоком уровне ему уже не удавалось. Отклонив предложение играть в младших лигах, Хип объявил о завершении карьеры.

### Тренерская деятельность
Вскоре после окончания карьеры игрока, Хип был нанят ассистентом тренера бейсбольной команды университета Воплощённого слова в Сан-Антонио. В 1998 году он стал главным тренером и занимал этот пост до конца студенческого бейсбольного сезона 2017 года. При нём бейсбольная программа перешла из NAIA во II дивизион NCAA, а затем стала членом I дивизиона. Трижды его признавали лучшим тренером конференции. Несколько его подопечных были выбраны на драфте Главной лиги бейсбола.